# Ngau Airport
Ngau Airport är en flygplats i Fiji. Den ligger i den östra delen av landet, 90 km öster om huvudstaden Suva. Ngau Airport ligger 13 meter över havet. Den ligger på ön Ngau Island.
Terrängen runt Ngau Airport är huvudsakligen kuperad, men den allra närmaste omgivningen är platt. Havet är nära Ngau Airport söderut.  Närmaste större samhälle är Levuka, 6,0 km norr om Ngau Airport. 